# William Hunt (giurista)
William Hunt (1766 – 1852) è stato un giurista inglese.

A collection of cases on the annuity act, 1796 (Fondazione Mansutti, Milano).

Dopo una lunga carriera come avvocato, diede alle stampe il libro A collection of cases on the annuity act nel 1794, raccogliendo molte decisioni giuridiche. Tra queste, il testo completo dell'Annuity Act promulgato il 31 ottobre 1776 da re Giorgio III. La legge imponeva di rimediare alle frodi verso coloro che chiedevano prestiti in denaro con rateizzazioni a vita. Inoltre la norma prevedeva che tutte le rendite vitalizie fossero registrate se superiore alle 10 sterline annue, annullandole nei casi di minori di ventuno anni. L'autore commenta tutti i provvedimenti citati nel libro. Fu anche autore del Law and practice of distresses of replevin by the late Lord Chief Baron Gilbert.